# فاتون پوپووا
فاتون پوپووا (انگلیسی: Faton Popova؛ زادهٔ ۲۲ دسامبر ۱۹۸۴) بازیکن فوتبال اهل آلمان است.
از باشگاه‌هایی که در آن بازی کرده‌است می‌توان به باشگاه فوتبال آلمانیا آخن اشاره کرد.